# Dichoniopsis lubrica
Dichoniopsis lubrica är en fjärilsart som beskrevs av Butler 1889. Dichoniopsis lubrica ingår i släktet Dichoniopsis och familjen nattflyn. Inga underarter finns listade i Catalogue of Life.